# NGC 7027
NGC 7027 – mgławica planetarna znajdująca się w konstelacji Łabędzia. Została odkryta w 1878 roku przez Édouarda Stephana. Mgławica ta jest odległa około 3000 lat świetlnych od Ziemi.